# Système de contrôle interne
 (juin 2021).
Il n'existe pas une seule définition du contrôle interne (synonyme : système de contrôle interne) regardant l'économie et le marché bancaire. Voici une liste de définitions émises par des organismes de références de Suisse, de France et d'Europe.

## Suisse
En Suisse, selon la Circulaire de la Commission fédérale des banques CFB CFB 06/6 Surveillance et contrôle interne, le système de contrôle interne s’interprète de la manière suivante:
- Par contrôle interne, on entend l’ensemble des structures et processus de contrôle qui, à tous les échelons de l’établissement, constituent la base de son bon fonctionnement et la réalisation des objectifs de la politique commerciale.

## France
En France, l’Autorité des marchés financiers, AMF, dans sa publication Le dispositif de Contrôle Interne : Cadre de référence, le définit de la manière suivante:
- « le contrôle interne est l’ensemble des sécurités contribuant à la maîtrise de l’entreprise. Il a pour but d’un côté d’assurer la protection, la sauvegarde du patrimoine et la qualité de l’information, de l’autre l’application des instructions de la Direction et de favoriser l’amélioration des performances. Il se manifeste par l’organisation, les méthodes et les procédures de chacune des activités de l’entreprise, pour maintenir la pérennité de celle-ci »

## International
La Banque des règlements internationaux BRI, (Bank for International Settlements en anglais ou BIS), dans son document “Cadre pour les systèmes de contrôle interne dans les organisations bancaires“, mentionne que:
- Un système de contrôle interne efficace est une composante essentielle de la gestion d’un établissement et constitue le fondement d’un fonctionnement sûr et prudent d’une organisation bancaire. En se dotant de contrôles internes rigoureux, une banque pourra mieux réaliser ses buts et ses objectifs de rentabilité à long terme, en assurant également la fiabilité de sa communication financière tant externe qu’à sa direction.

Pour le CEBS, le contrôle interne se définit de la manière suivante dans le papier “Guidelines on the Application of the Supervisory Review Process under Pillar 2“:
- The management body is responsible for ensuring that the institution has in place the three independent functions that constitute an efficient system of internal control. These functions are risk control, compliance and internal audit. The risk control function ensures that risk policies are complied with. The compliance function identifies and assesses compliance risk. The internal audit function is an instrument for the management body to ensure that the quality of the risk control function and the compliance function is adequate. Internal control also includes, e.g. accounting organisation, treatment of information, risk assessment and measurement systems.

Selon le COSO, le contrôle interne est défini de la manière suivante :
- Internal control is broadly defined as a process, effected by an entity’s board of directors, management and other personnel, designed to provide reasonable assurance regarding the achievement of objectives in the following categories:

1. Effectiveness and efficiency of operations.
2. Reliability of financial reporting.
3. Compliance with applicable laws and regulations.

"L'International Federation of Accountents" (IFAC), considère le contrôle interne comme "un processus, conçu et mis en place par les personnes constituant le gouvernement d’entreprise, la direction et d’autres membres du personnel, pour fournir une assurance raisonnable quant à la réalisation des objectifs de l'entité en ce qui concerne la fiabilité de l’information financière, l'efficacité et l'efficience des opérations, ainsi que leur conformité avec les textes législatifs et réglementaires applicables. Il en résulte que le contrôle interne est conçu et mis en œuvre pour répondre aux risques identifiés liés à l’activité qui menacent la réalisation de l’un de ces objectifs"
- Types de contrôle interne informatique
  - préventif
  - détectif
  - correctif